# Emmental

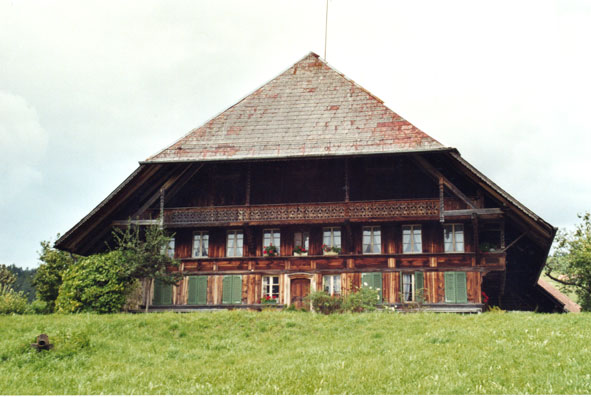
Typisches Emmentaler Bauernhaus

Das Emmental (berndeutsch: Ämmitau) ist eine Schweizer Hügellandschaft im Berner Mittelland (Kanton Bern).

## Geographie

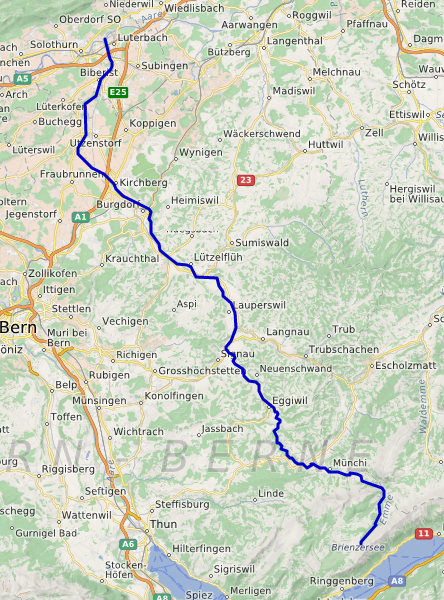
Verlauf des Flusses Emme

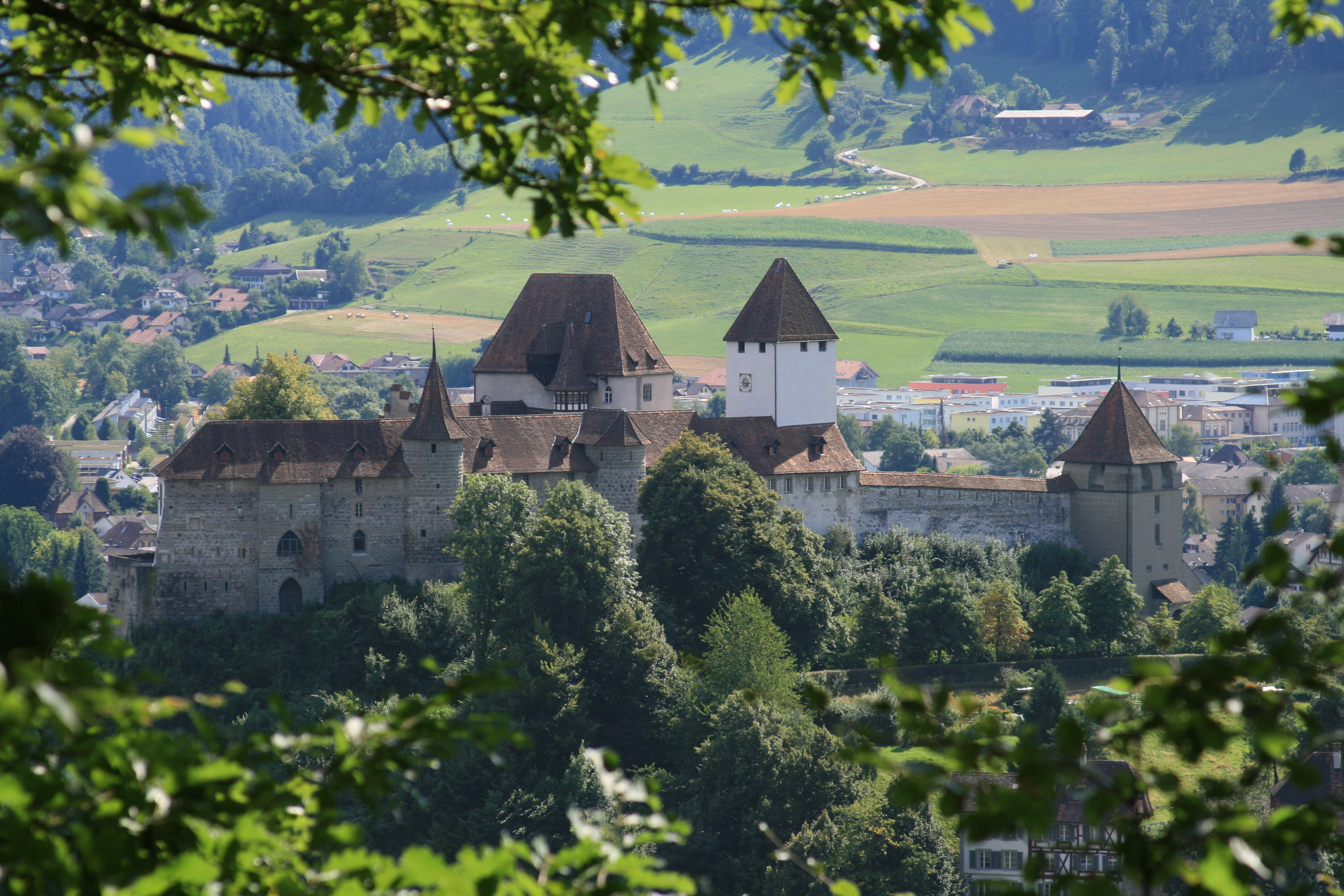
Schloss Burgdorf

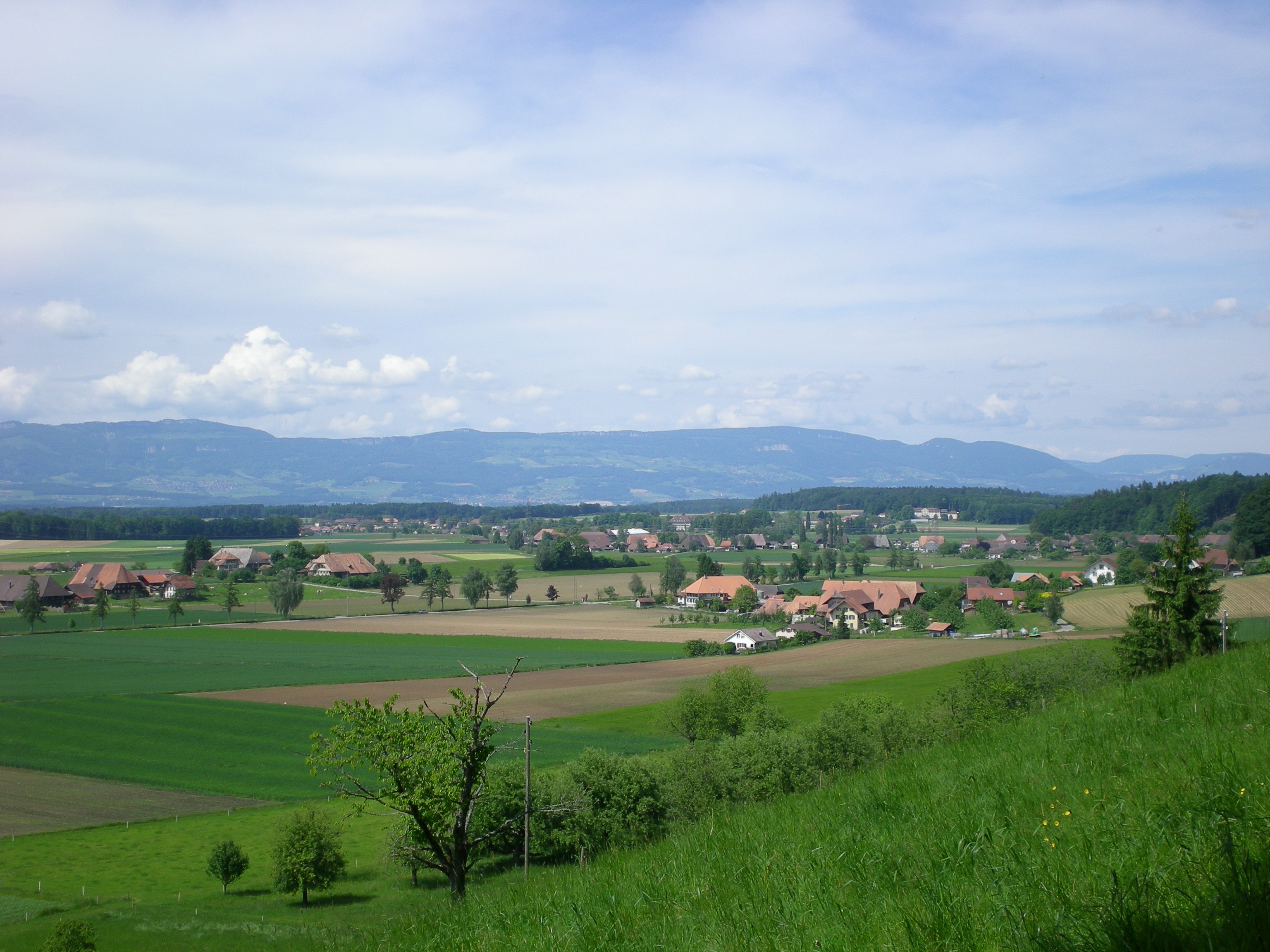
Landschaft bei Ersigen

Das Emmental umfasst die Einzugsgebiete der Emme und der Ilfis vom Hohgant bis Burgdorf und das Unteremmental von Burgdorf bis zur solothurnischen Kantonsgrenze. Politisch entspricht es dem Verwaltungskreis Emmental. Häufig wird auch der ehemalige Amtsbezirk Konolfingen zur Region Emmental gezählt. Die bevölkerungsreichsten Ortschaften sind Burgdorf, Langnau und Kirchberg. Die flächengrösste Gemeinde ist Trub mit rund 62 km².
Das Landschaftsbild ist von Wiesen und Weiden geprägt. Viele Hügel sind weitgehend mit Nadelwald bedeckt.

## Geschichte
Aus prähistorischer Zeit sind etwa die Wohnhöhlen in Krauchthal bekannt. In römischer Zeit war das Gebiet von den keltischen Helvetiern besiedelt und Teil der römischen Provinz Germania superior (Obergermanien). Unter Kaiser Diokletian wurde im Jahre 297 n. Chr. die neue Provinz Maxima Sequanorum gebildet, die bis zur Mitte des 5. Jahrhunderts bestand. Durch das Krauch- und das Biglental führten Römerstrassen, welche die umliegenden Siedlungsräume miteinander verbanden, das Berner und das Solothurner Mittelland, das Luzerner Hinterland sowie das Oberland mit den Alpenpässen ins Wallis und nach Norditalien.
In der Völkerwanderung siedelten sich Alemannen an. Im Mittelalter gehörte das Emmental zum Einflussbereich der Zähringer, die sich hier um 1200 das Schloss Burgdorf zum Herrschersitz ausbauten. Deren landesherrliche Gewalt war aber schwach; und so nutzten die örtlichen Adelsgeschlechter, insbesondere die Herren von Signau, die von Lützelflüh und die von Sumiswald seit dem 10. Jahrhundert die Gelegenheit, ihre Hand auf ungerodetes Land zu legen und durch Rodung Landnahme zu betreiben. Der neu besiedelte Grund wurde von Vasallen und Ministerialen des Adels verwaltet, die zahlreiche Turmhügelburgen aus Holz und Erde errichteten, die als Fronhöfe dienten und die Handelswege bewachten. 1218 kam das Gebiet aus dem Erbe der Zähringer an die Grafen von Kyburg und ab 1273 an die Habsburger Linie der Grafen von Neu-Kyburg. 1386 nach der Schlacht bei Sempach kam das Emmental unter die Herrschaft der Stadt und Republik Bern, bis 1798. 1803 wurde es Teil des neu gebildeten Kantons Bern.

## Wirtschaft
Die zahlreichen Bauernbetriebe leben vor allem von der Viehzucht. Die Viehbestände bilden die Grundlage für die Produktion des bekannten Emmentaler Käses, der immer noch in zahlreichen Dorfkäsereien produziert wird. Typisch für das Emmental sind die stattlichen Bauernhäuser mit riesigen auf den Seiten bis fast an den Boden reichenden Walmdächern. Bis zum 19. Jahrhundert galt das Emmental als eine der Hauptregionen des Küherwesens.
Die Töpfereien des Emmentals gehören zu den bekanntesten der Schweiz. Die bekannte Langnauer Keramik wird seit dem 17. Jahrhundert in fast unveränderter Form produziert. Neben den Landwirtschafts- und Handwerksbetrieben siedelten sich seit dem frühen 20. Jahrhundert auch Industriebetriebe an. Dank der frühen Erschliessung der Täler mit einer der ersten vollelektrifizierten Eisenbahnen (seit 1899) der Welt, der reichlich vorhandenen Wasserkraft und billigen Arbeitskräften wuchs rasch eine bedeutende Maschinenindustrie.
Verglichen mit anderen Gegenden der Schweiz spielt der Tourismus eine eher bescheidene Rolle. Einige Bäder, ein ausgedehntes Netz an Wanderwegen und viele Landgasthöfe sorgen aber für Wochenend- und Tagesgäste. Auch die vielen „Chilbine“, eine Art Jahrmärkte mit teilweise jahrhundertealter Tradition, vermögen teilweise tausende Besucher anzulocken.

## Religion
Das Emmental ist sehr bedeutend für die Geschichte des bernischen Täufertums. 2007 wurde das Schicksal der Täufer im Emmental in einem offiziellen Gedenkjahr gewürdigt.

## Sport
Im Eishockey ist mit den SCL Tigers ein Profiteam aus der Region seit Jahrzehnten in der National League. 5000 bis 6000 Zuschauer (Einwohnerzahl Langnau: 9000) besuchen im Durchschnitt die Heimspiele in der Ilfishalle. Im Unihockey ist der SV Wiler-Ersigen das erfolgreichste Team der Schweiz des 21. Jahrhunderts (11 Meistertitel in 13 Jahren). Dazu kommen die Unihockey Tigers aus Langnau sowie bei den Frauen der UHV Skorpion Emmental und die Wizards Bern-Burgdorf ebenfalls jeweils aus der obersten Liga.

## Sehenswürdigkeiten
- Burgdorf: Altstadt mit Gassen, Plätzen und zahlreichen historischen Gebäuden wie Schloss Burgdorf, Museum Franz Gertsch, Stadtkirche, Kornhaus und Wynigenbrücke
- Denkmäler: Lueg, Soldatendenkmal von Karl Indermühle; Lützelflüh, Denkmal für Jeremias Gotthelf
- Emmentaler Schaukäserei, Affoltern im Emmental
- Holzbrücken – 20 Baudenkmäler im Emmental[7]
- Holzbrückenweg – Eine einzigartige Brückenlandschaft im Emmental[8]
- Lützelflüh mit dem Gotthelf-Zentrum
- Sumiswald mit Kirche und ehemaligem Deutschritterhospital
- Trachselwald mit Kirche Trachselwald und Schloss Trachselwald
- Trub, Standort des ehemaligen Klosters Trub und Schauplatz des Films Die Herbstzeitlosen
- Trubschachen, Stiftung Hasenlehn: Heimatmuseum mit Bauernhaus, Stöckli und Spycher, die Kambly Erlebniswelt
- Langnau im Emmental: Heimatmuseum Chüechlihuus
- Lauperswil, Kirche mit Glasfenstern von 1518
- Röthenbach im Emmental mit Kirche Würzbrunnen und Aussichtsturm Chuderhüsi

## Bildergalerie

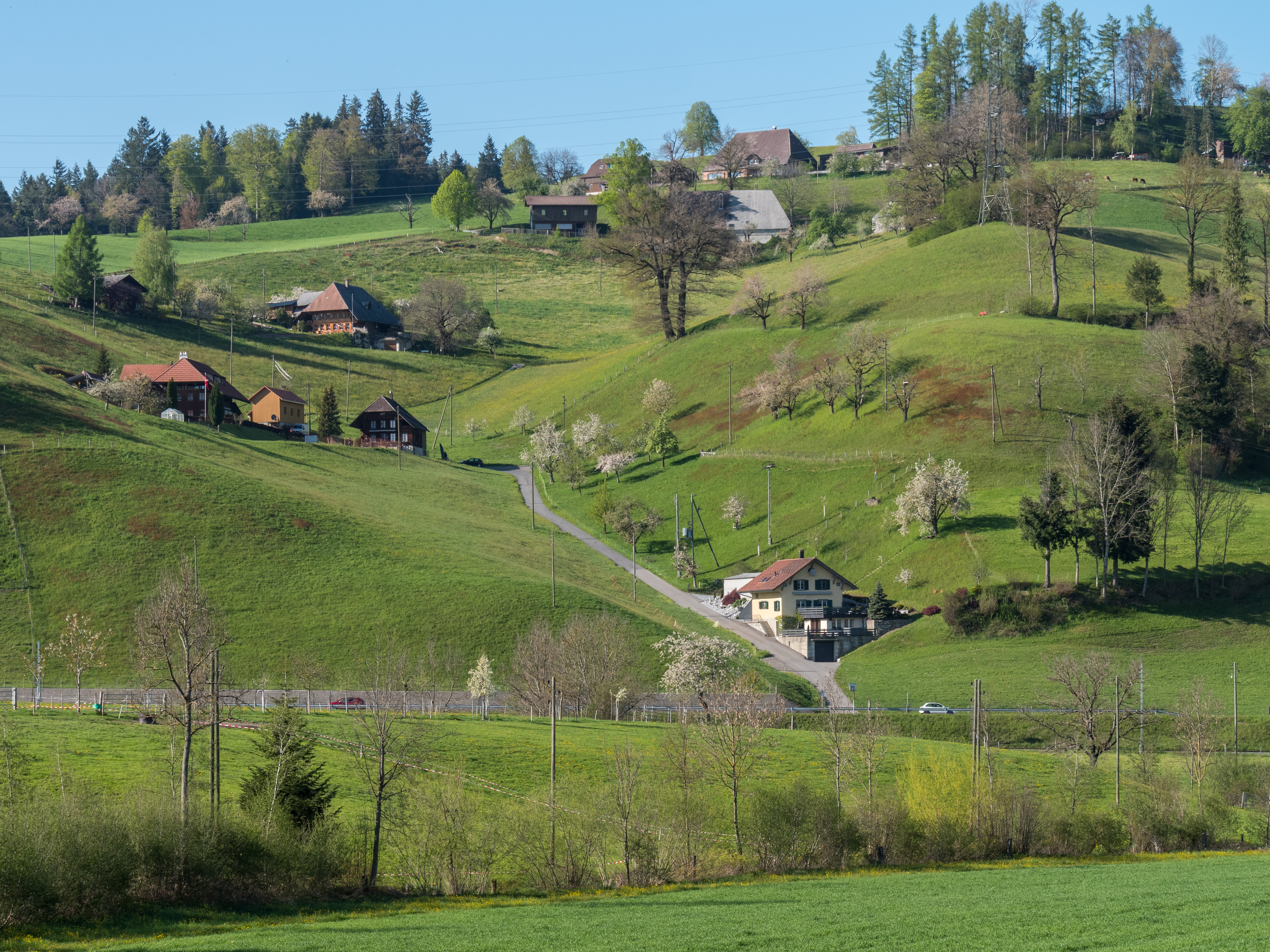
Emmentaler Landschaft bei Dürrenroth
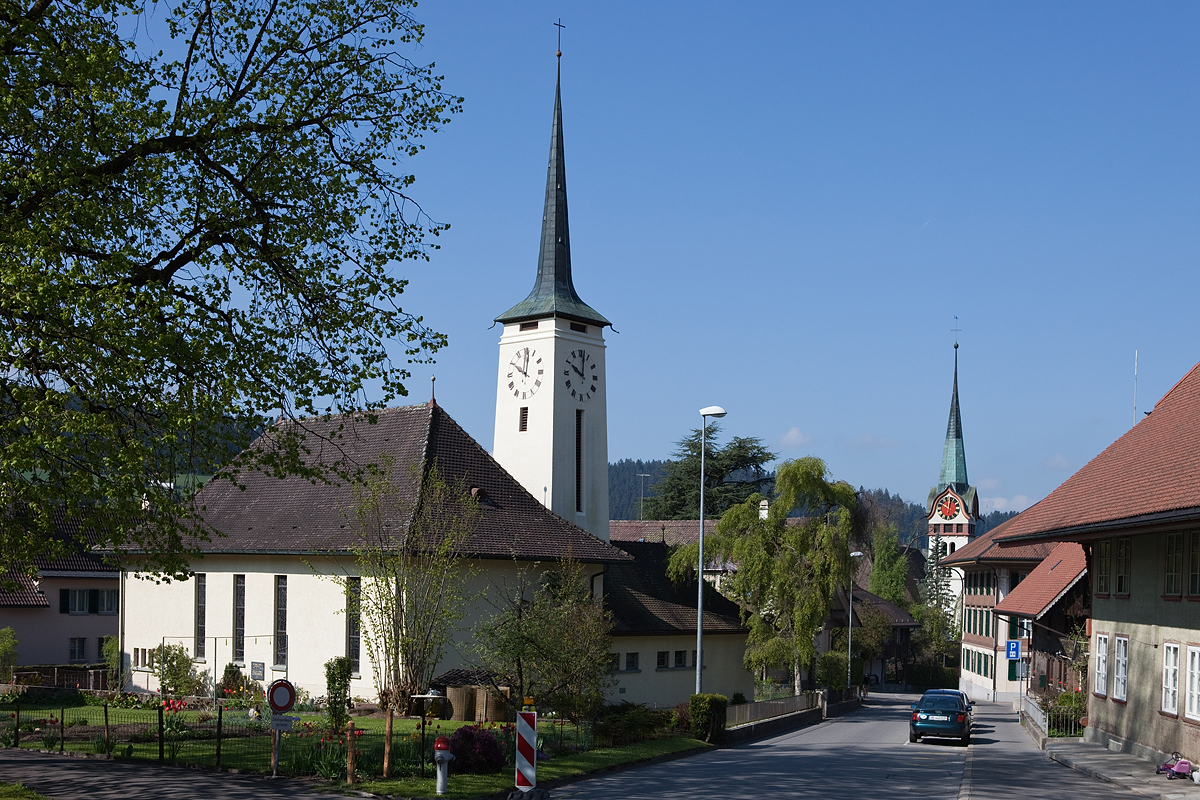
Langnau im Emmental
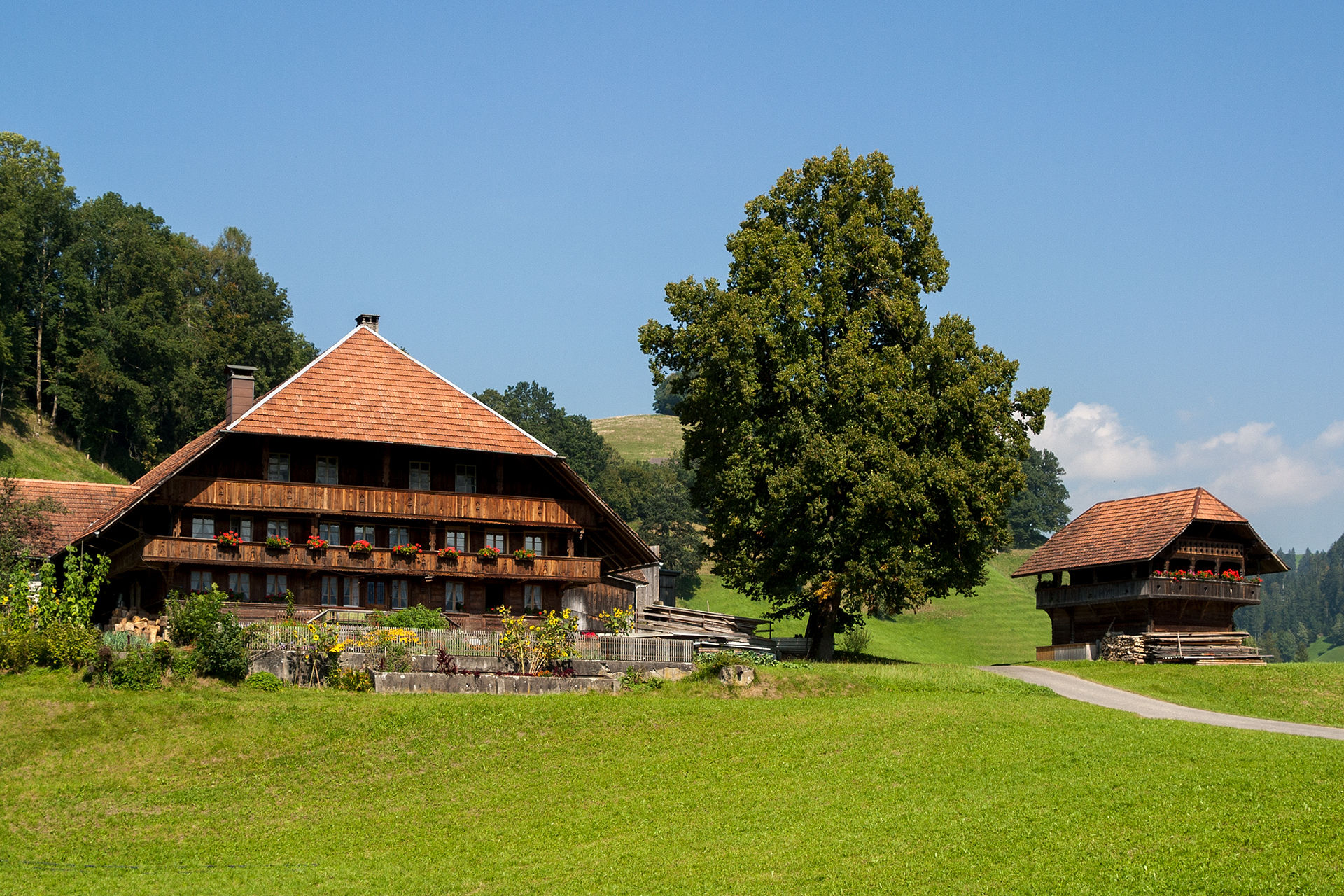
Bauernhof «im Lehn» mit Kornspeicher in Bärau
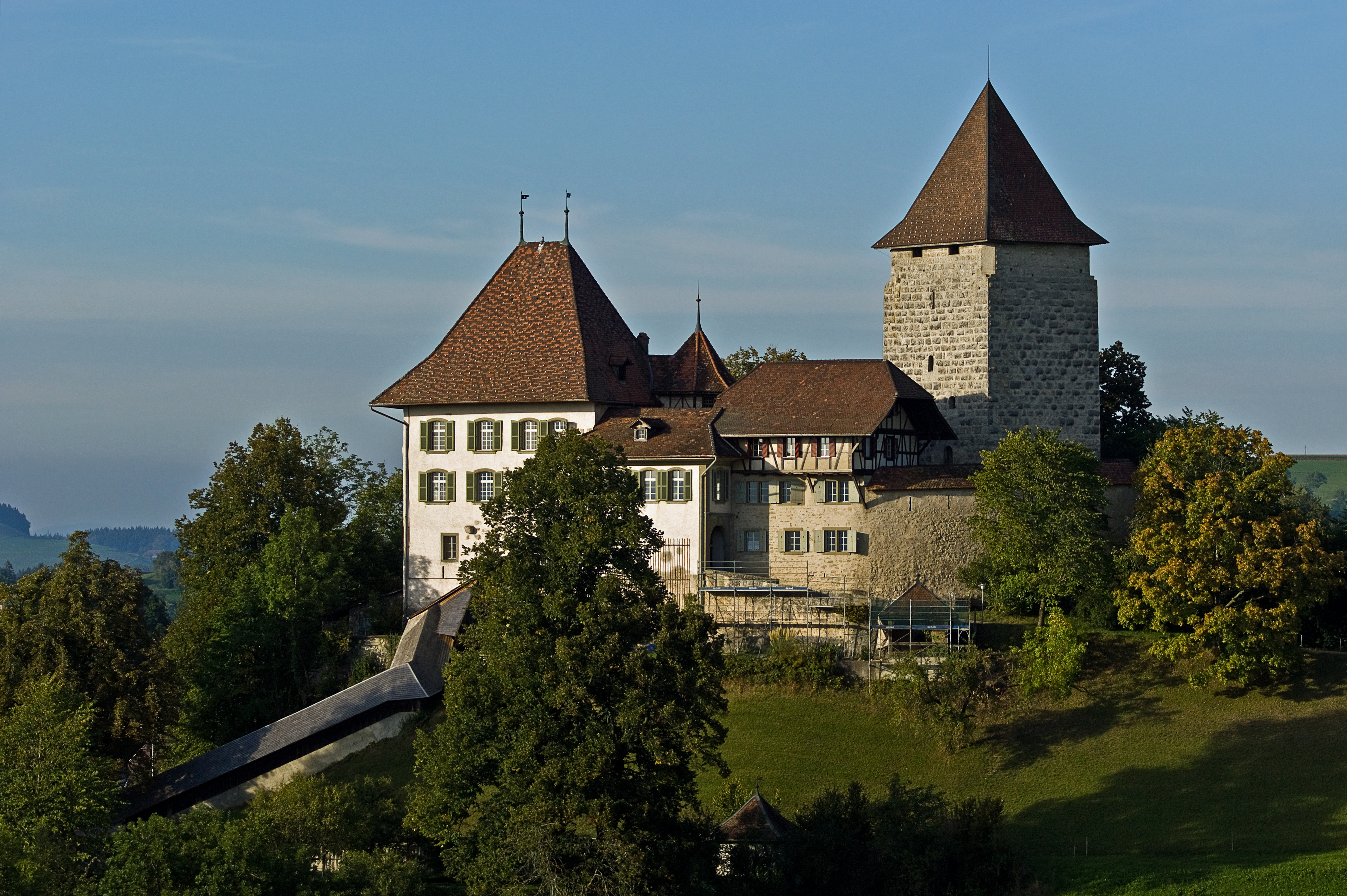
Schloss Trachselwald
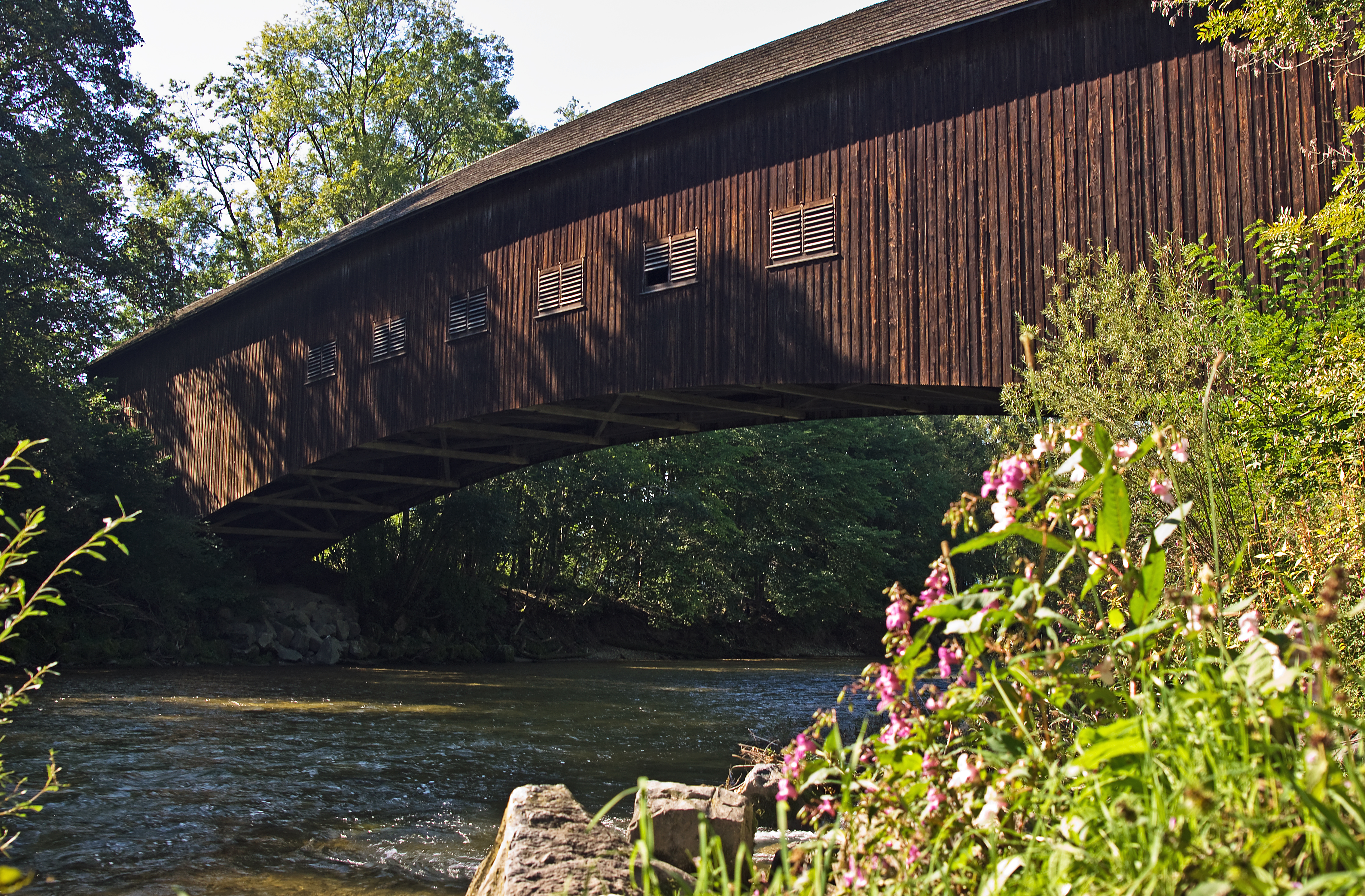
Brücke über die Emme zwischen Hasle und Rüegsau